# Arts in Marrakech

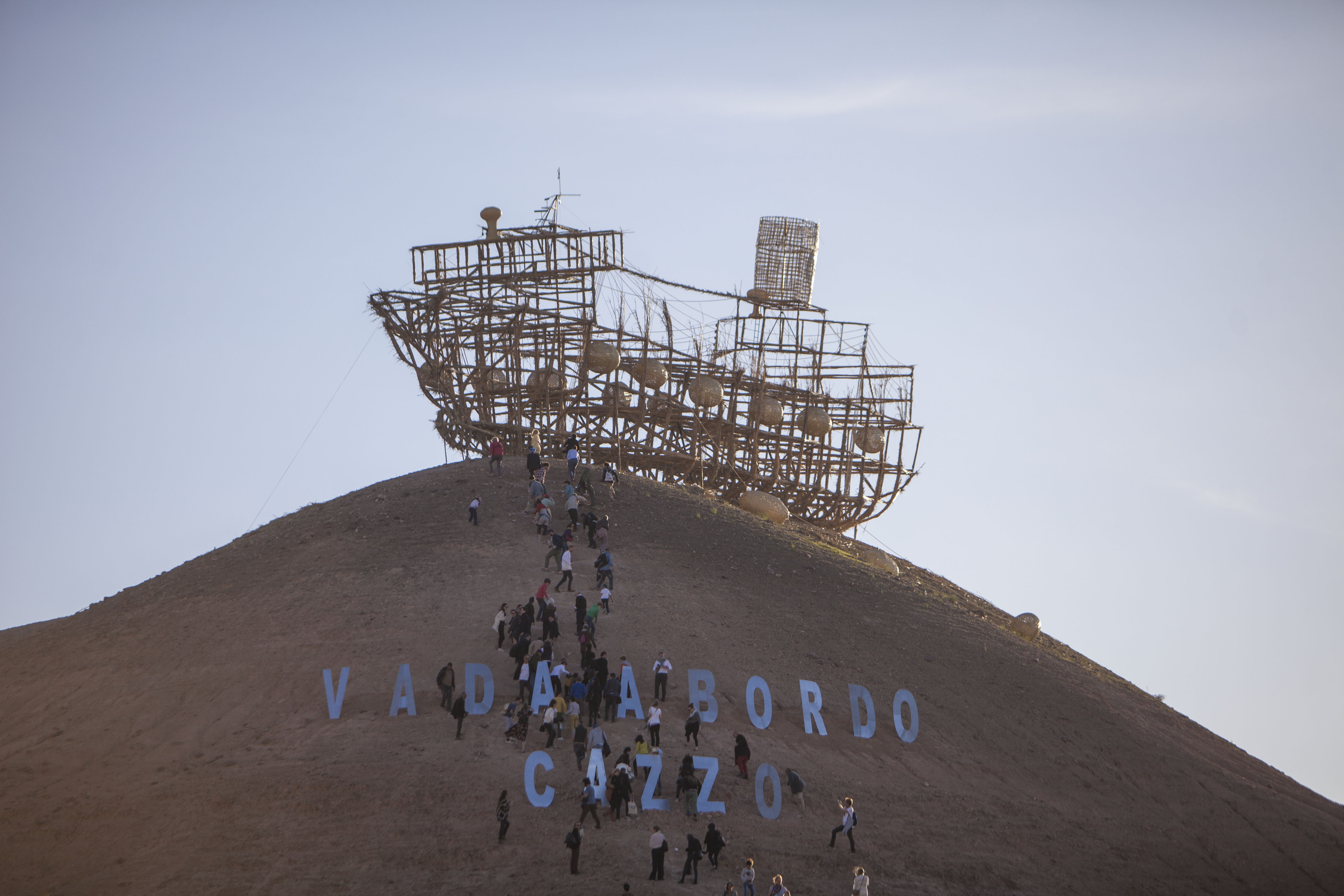
Voice in the Wilderness- di Alexander Ponomarev, per la Biennale di Marrakech 5. Foto- Achraf Bendaoud

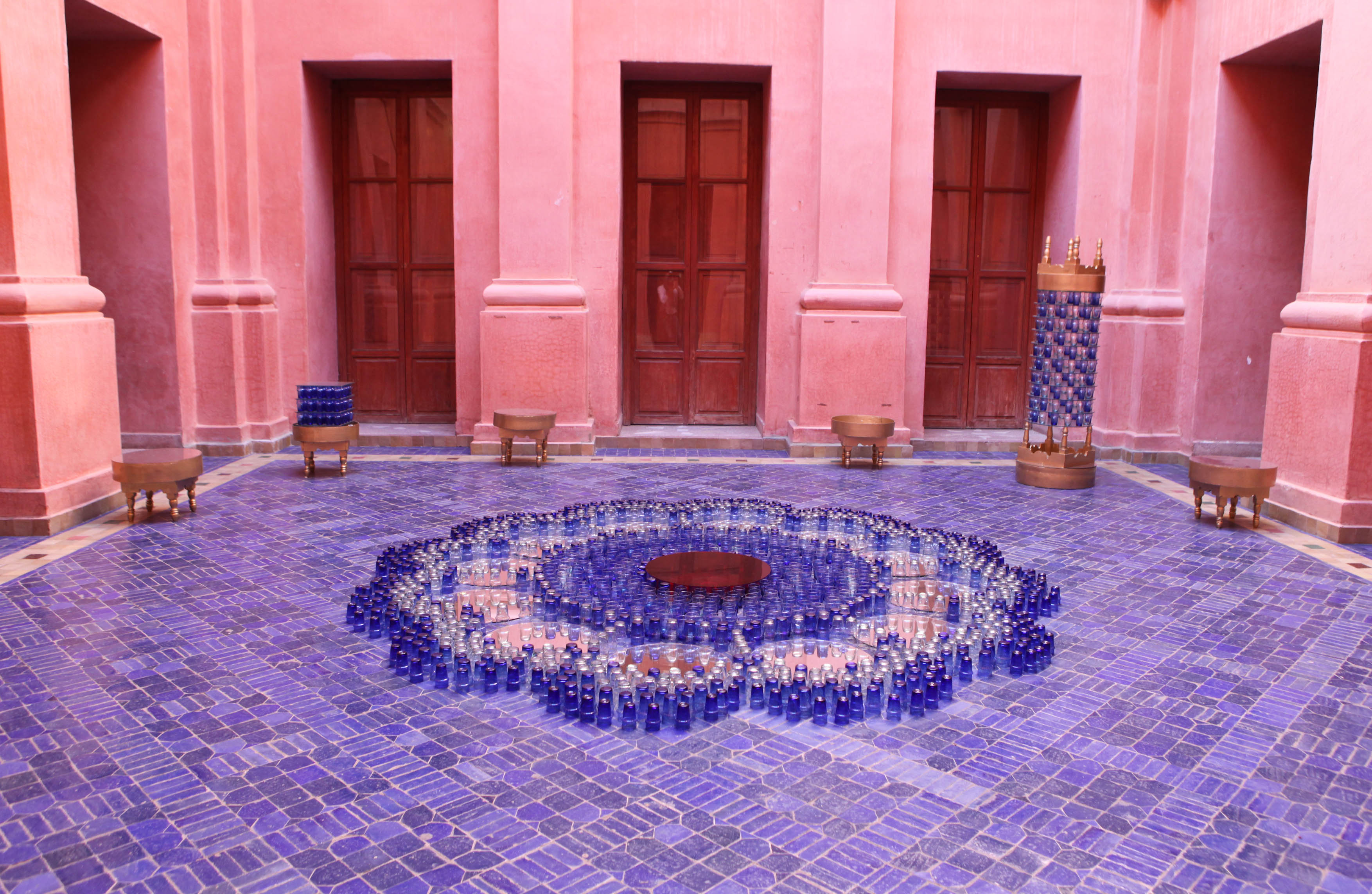
Arte di Faouzi Laatiris per la 4ª edizione della Biennale di Marrakech. credit r.v.wienskowski

Arts in Marrakech (AiM) è la Biennale internazionale di Marrakech, nata nel 2005.
È il primo importante festival trilingue del Nord Africa (inglese, arabo e francese). L'AiM è un'associazione no-profit che cerca di promuovere gli artisti e la cultura contemporanea in Nord Africa.

## Programma
La sua programmazione comprende dibattiti, letture, proiezioni e spettacoli.
Ha dato spazio a giovani artisti provenienti da tutto il mondo.
La Biennale di Marrakech promuove lo scambio inter-culturale e inter-disciplinare.
Questa sua natura moderna e coinvolgente permette alla rassegna di affermarsi nel panorama artistico internazionale, candidando Marrakech a nuova destinazione dell'avanguardia artistica, al pari di Venezia, Edimburgo e Miami.

## 1ª Edizione 2005
Al festival del 2005 hanno partecipato vari ospiti tra cui Hanif Kureishi, Esther Freud e Annie Lennox. È stato inaugurato il Wonderful Fund Collection al Museo di Marrakech, una collezione di 100 opere d'arte contemporanea. La collezione non è stata creata come un investimento, ma come una piattaforma per la scoperta e il sostegno dei giovani artisti. Hanno partecipato 64 artisti tra cui Sarah Lucas, Grayson Perry, Jake and Dinos Chapman, Tracey Emin e Gavin Turk.

## 2ª Edizione 2007
Tra i vari eventi, della seconda edizione, la mostra fotografica nel museo di Marrakech è stata una delle prime grandi mostre internazionali con lo scopo di creare una panoramica della fotografia africana.
L'appartement 22, un progetto per l'arte contemporanea a Rabat fondato e curato da Abdellah Karroum, ha presentato lavori video, fotografici, installativi, prodotti da artisti marocchini tra il 2002 e il 2007.

## 3ª Edizione 2009
Il principale appuntamento dei cinque giorni della terza edizione è stato “A proposal for articulating works and places” curato da Abdellah Karroum. Una mostra molto particolare poiché gli artisti coinvolti sono stati invitati a vivere i luoghi della città e reinterpretarli trasformandoli da luoghi di esposizione a spazi di sperimentazione visiva. La mostra è stata ospitata in posti differenti: presso il Palais Bahia, il Royal Theatre e spazi sia pubblici che privati della città. Tutte queste performance artistiche sono state documentate da Radio22.
Il programma letterario della Biennale è organizzato da Simon Prosser, direttore di Hamish Hamilton & Penguin, Abdellah Taïa e Alexandra Pringle, direttore di Bloomsbury Publishing. 
La direzione del programma cinematografico di AiM è stata realizzata in partnership con ESAV, Ecole Supérieure des Art Visuels (l'unica scuola di cinema e arti visive del Nord Africa) sotto la direzione di Vincent Melilli, Alan Yentob (direttore creativo di BBC) e Stuart Comer (curatore Film al Tate Modern).

## Alcuni partecipanti
- Adel Abdesemmed
- Achraf Baznani
- Francis Alys
- Yto Barrada
- Marie-Louise Belarbi
- Farida Benlyazid
- Faouzi Bensaïdi
- Rachid Benzine
- Omar Berrada
- Mahi Binebine
- Katrine Boorman
- John Boorman
- Kim Cattrall
- Stuart Comer
- William Dalrymple
- Shezad Dawood
- James Dearden
- Sussan Deyhim
- Sanaa El Aji
- Ahmad El Madini
- Edmond El Maleh
- Tracey Emin
- Ekow Eshun
- Esther Freud
- Seamus Farrell
- Eric Fellner
- James Fenton
- Jean-Francois Fourtou
- David Goldblatt
- Anthony Gormley
- Richard E. Grant
- Geordie Greig
- Joana Hadjithomas
- Leila Hafyane
- Mohsin Hamid
- Christopher Hampton
- John Hillcoat
- Pieter Hugo
- Isaac Julien
- Abdellah Karroum
- Joseph Kosuth
- Hari Kunzru
- Hanif Kureishi
- Faouzi Laatiris
- Nick Laird
- Rebecca Lenkiewicz
- Annie Lennox
- Bernard Marcade
- James Marsh
- Mourad Mazouz
- Rabii Mobarak
- Santu Mofoken
- Deborah Moggach
- Danny Moynihan
- Zwelethu Mthethwa
- Andrew O'Hagan
- Alexandra Pringle
- Simon Prosser
- Gabriel Range
- Tayeb Salah
- Julian Schnabel
- Tahir Shah
- Wael Shawky
- Batoul S'Himi
- Hardeep Singh-Kohli
- Zadie Smith
- Ahdaf Soueif
- Anna Steiger
- Mikhael Subotsky
- Abdelah Taia
- Guy Tillim
- Gavin Turk
- Nontiskelelo Veleko
- Nabeel Yassin
- Alan Yentob